# احفظ الرقصة الأخيرة
احفظ الرقصة الأخيرة (بالإنجليزية: Save the Last Dance)‏ هو فيلم دراما تم إنتاجه في الولايات المتحدة وصدر في سنة 2001. الفيلم من إخراج توماس كارتر.

## طاقم التمثيل
- جوليا ستايلس
- كيري واشنطن

## الميزانية والإيرادات
بلغت تكلفة إنتاج الفيلم حوالي 13 مليون دولار بينما حقق أرباحا تقدر بـ 131,706,809 دولار.

## وصلات خارجية
- احفظ الرقصة الأخيرة على موقع IMDb (الإنجليزية)
- احفظ الرقصة الأخيرة على موقع ميتاكريتيك (الإنجليزية)
- احفظ الرقصة الأخيرة على موقع روتن توميتوز (الإنجليزية)
- احفظ الرقصة الأخيرة على موقع نتفليكس (الإنجليزية)
- احفظ الرقصة الأخيرة على موقع قاعدة بيانات الأفلام العربية
- احفظ الرقصة الأخيرة على موقع ألو سيني (الفرنسية)
- احفظ الرقصة الأخيرة على موقع Turner Classic Movies (الإنجليزية)
- احفظ الرقصة الأخيرة على موقع أول موفي (الإنجليزية)
- احفظ الرقصة الأخيرة على موقع بوكس أوفيس موجو (الإنجليزية)
- احفظ الرقصة الأخيرة على موقع فيلمافينيتي (الإسبانية)